# NGC 7171
NGC 7171 est une galaxie spirale barrée située dans la constellation du Verseau. Sa vitesse par rapport au fond diffus cosmologique est de 2 388 ± 24 km/s, ce qui correspond à une distance de Hubble de 35,2 ± 2,5 Mpc (∼115 millions d'al). NGC 7171 a été découverte par l'astronome germano-britannique William Herschel en 1787.

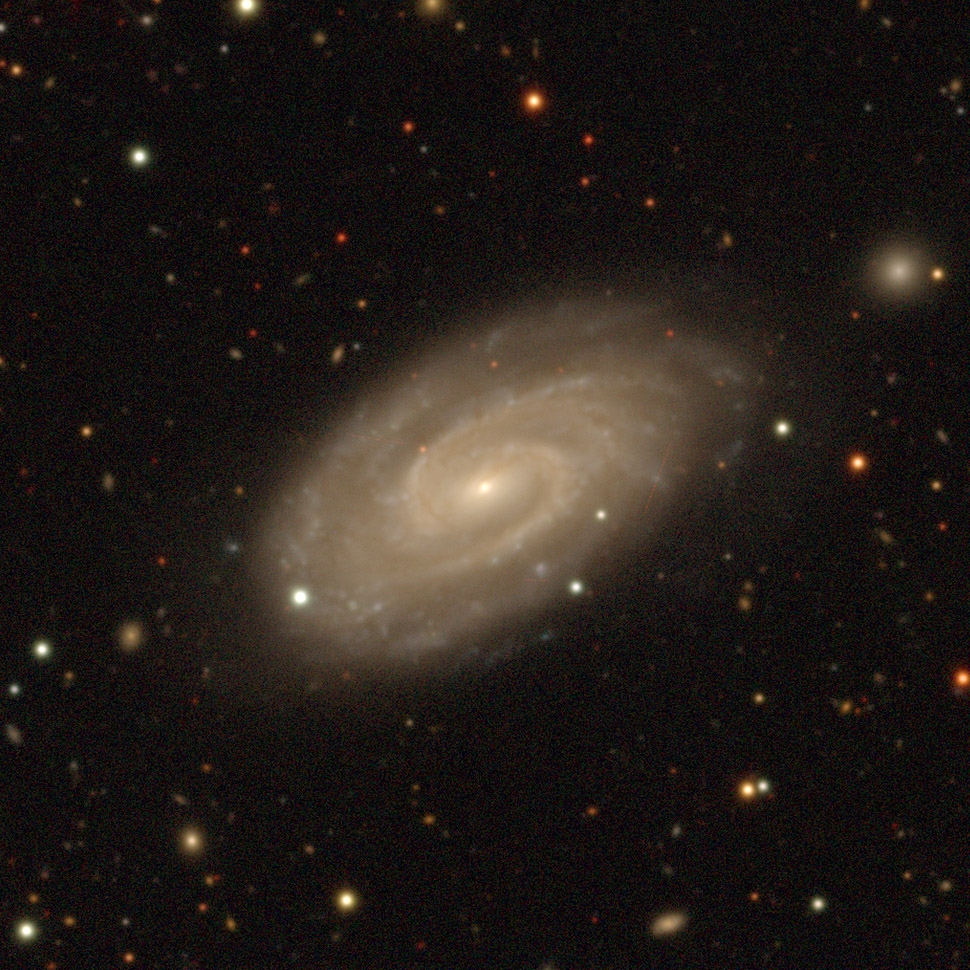
NGC 7171 par le projet « Legacy Surveys DR10 ».

La classe de luminosité de NGC 7171 est II et elle présente une large raie HI. Elle renferme également des régions d'hydrogène ionisé. Selon la base de données Simbad, NGC 7171 est une galaxie active de type Seyfert 2
À ce jour, 22 mesures non basées sur le décalage vers le rouge (redshift) donnent une distance de 37,573 ± 7,076 Mpc (∼123 millions d'al), ce qui est à l'intérieur des valeurs de la distance de Hubble.